# Enneanectes altivelis
Enneanectes altivelis är en fiskart som beskrevs av Rosenblatt, 1960. Enneanectes altivelis ingår i släktet Enneanectes och familjen Tripterygiidae. Inga underarter finns listade i Catalogue of Life.